# Watching and Waiting
Watching and Waiting is een langzaam lied geschreven door Justin Hayward en Ray Thomas. Zij schreven het voor het conceptalbum To Our Children's Children's Children van The Moody Blues.
Het nummer van zanger en gitarist Hayward en fluitist en zanger Thomas moet het hebben van de mellotronklanken van Mike Pinder. Die komen en gaan met op de achtergrond akoestische gitaar en bescheiden drumwerk. Thema van de teksten is de eeuwigheid binnen ruimtereizen. Hayward omschreef het later als (te) zacht en (te) rustig.
Het album had een single nodig ter promotie en Watching and Waiting werd uitverkozen. Het gaf de algemene sfeer van het album (zacht en rustig) weer. Als B-kant werd gekozen voor Out and In van Pinder, dat origineel nog in John Lodge een co-auteur kent, maar dat niet bij alle albums als zodanig vermeld werd. Pinder is opnieuw in de weer met mellotron. Watching and Waiting was de eerste single van The Moody Blues dat op hun eigen platenlabel Threshold Records (catalogusnummer TH1) werd uitgebracht. Het publiek liet het afweten en de single werd in tegenstelling tot het album geen succes.
Alhoewel Watching and Waiting in de tijd van album op de setlist van de band stond verdween het daar toch vrij snel vanaf. Achteraf constateerde de band dat de muziek van het gehele album eigenlijk te moeilijk was op goed op het podium weer te geven (de mellotron was erg instabiel qua klank). Hayward zou Watching and Waiting tijdens soloconcerten in de 21e eeuw overigens wel weer zingen.
Opvolger Question, dat eenvoudiger was qua opzet zou wel een wereldhit worden.